# Coppa Spengler 1930
La 8ª edizione della Coppa Spengler si è svolta dal 27 al 31 dicembre del 1929 a Davos, in Svizzera.

## Finale
| Davos 31 dicembre 1929 | LTC Praha | 4 – 1 (3-0, 1-1, 0-0) referto | Davos |  |

## Classifica finale
1. LTC Praha
2. Davos

- Cambridge University
- Oxford University
- SC Riessersee
- Akademischer EHC Zürich